# سمیر حبوباتی
سمیر حبوباتی (زادهٔ ۱۵ بهمن ۱۳۸۴ - (یزد) بازیکن فوتبال اهل ایران است.
حبوباتی که فوتبال را در آکادمی کیا آغاز کرده در ۹ شهریور ۱۴۰۳ برای اولین بار به عنوان بازیکن تعویضی با ۱۸ سال سن برای باشگاه فوتبال پرسپولیس به میدان رفت.